# Henkel (Unternehmen)
Die Henkel AG & Co. KGaA mit Hauptsitz in Düsseldorf-Holthausen ist ein börsennotiertes deutsches Unternehmen der Konsumgüter- und Klebstoffindustrie mit weltweiten Marken und Technologien in den Geschäftsfeldern Consumer Brands (Wasch-/Reinigungsmittel, Haar) und Adhesive Technologies (Klebstoffe). Im Geschäftsjahr 2024 erzielte das Unternehmen einen Umsatz von rund 21,586 Mrd. Euro und ein betriebliches Ergebnis von 2,831 Mrd. Euro. Henkel ist mit 47.150 Mitarbeitern in 75 Ländern vertreten.

## Geschichte

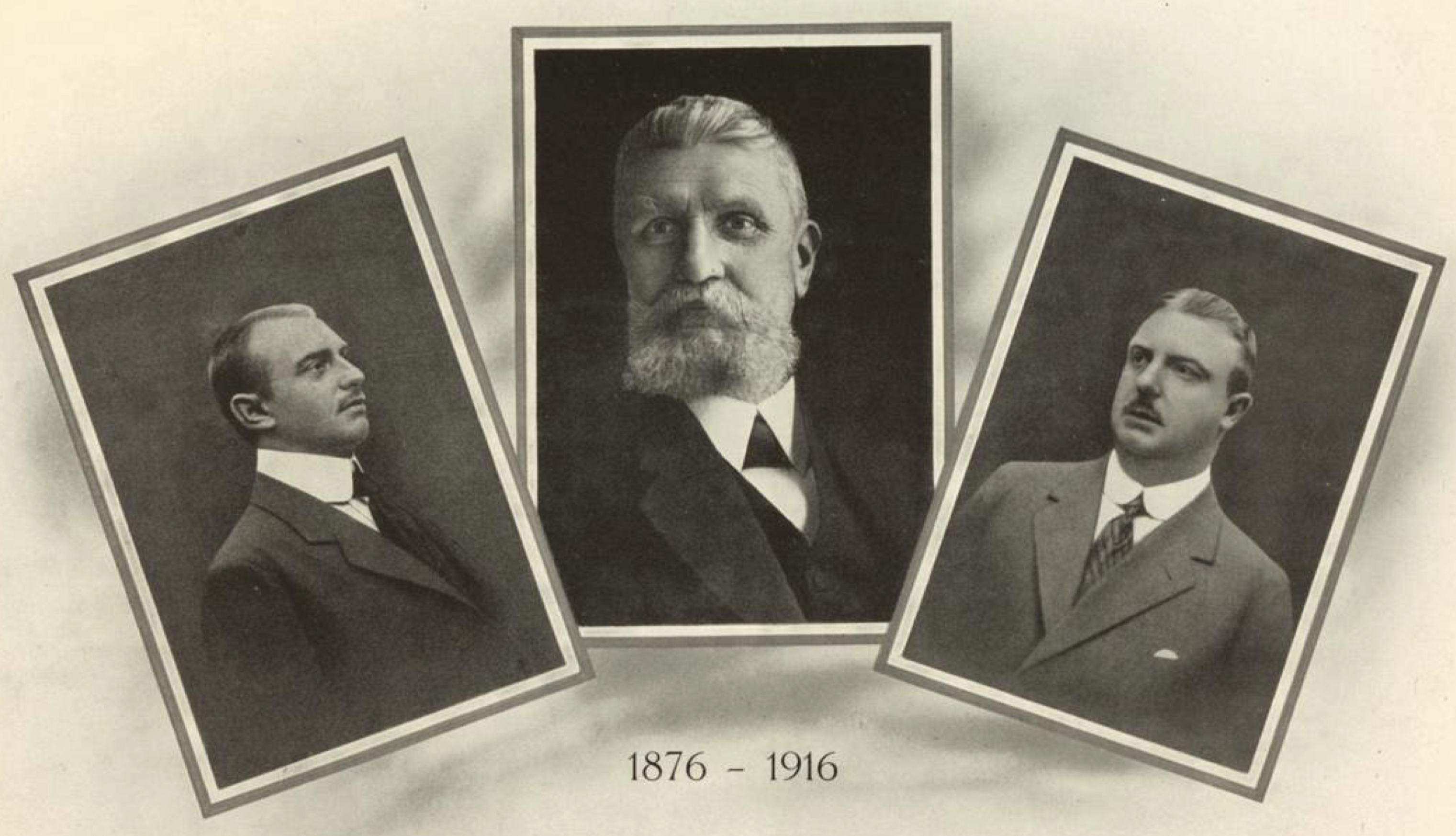
Hugo Henkel (1881–1952), Friedrich Karl Henkel (1848–1930) und Fritz Henkel (1875–1930) im Jahr 1916

Im Jahre 1876 gründete Friedrich Karl Henkel, allgemein bekannt als Fritz Henkel, die Waschmittelfabrik Henkel & Cie in Aachen. Als erstes Produkt stellte er ein Pulver-Waschmittel auf Basis von Wasserglas her, das er Universalwaschmittel nannte. Wegen besserer Verkehrsanbindungen und höherer Absatzchancen verlegte er seine Firma 1878 nach Düsseldorf. Im selben Jahr hatte das Unternehmen mit Henkel’s Bleich-Soda den ersten Markenerfolg: Während alle anderen Waschmittel damals lose angeboten wurden, verkaufte Henkel sein Universalwaschmittel in handlichen Päckchen. Der Absatz von Henkel's Bleich-Soda wuchs so stark, dass innerhalb eines Jahres die gemietete Fabrik nicht mehr ausreichte. Fritz Henkel beschloss, eine eigene Fabrik mit Bahnanschluss zu bauen, und erwarb an der Gerresheimer Straße 171 im Stadtteil Flingern Süd ein Grundstück. Der erforderliche Bahnanschluss konnte jedoch aufgrund von Geländeproblemen nicht gelegt werden. Die Transportprobleme sowie Grundsätze der Unternehmenspolitik veranlassten Fritz Henkel ab März 1900 zu einem neuerlichen Standortwechsel nach Düsseldorf-Holthausen, wo sich noch heute die Firmenzentrale und der zweitgrößte Produktionsstandort des Konzerns befinden.

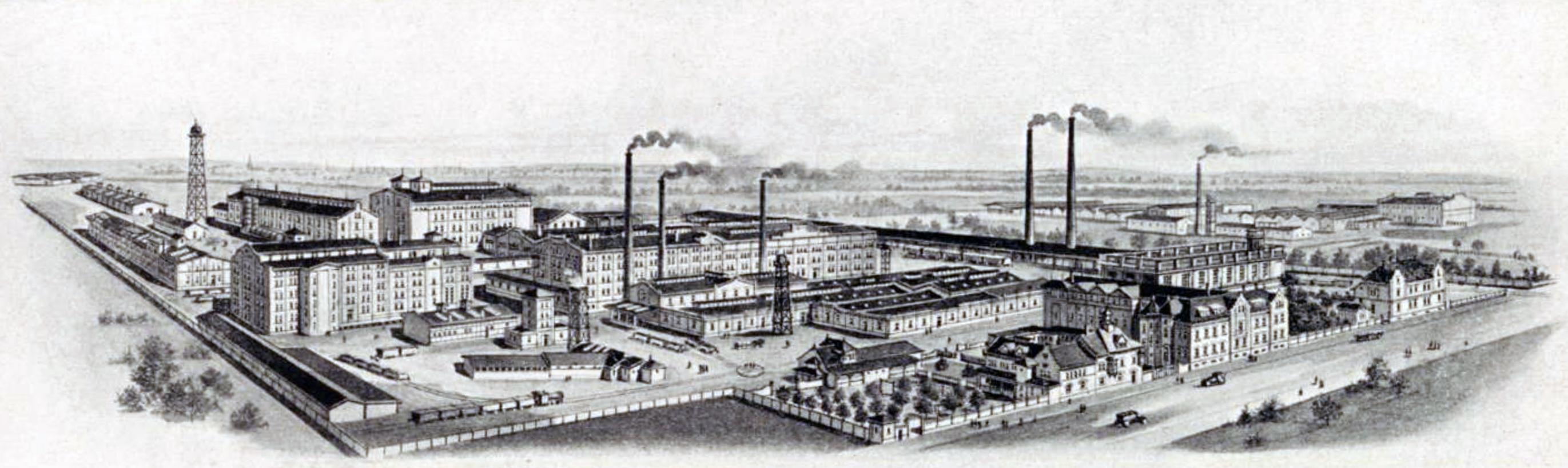
Gesamtansicht der Henkel Fabrik in Düsseldorf-Holthausen (1913)

1903 brachte die Firma Schwarzkopf, seit 1995 eine Tochtergesellschaft von Henkel, das erste Haarwaschpulver in Deutschland auf den Markt. 1906 wurde in Minden an der Weser die Firma Cordes & Co GmbH gegründet, die sich zu einem Spezialisten für Klebstoffe, später vor allem bei Kunstharzdispersionen für die Tapetenindustrie, entwickelte. Cordes kam 1970 zu Henkel. Im Juni 1907 brachte Henkel Persil auf den Markt. Dieses Produkt wurde als „erstes selbsttätiges Waschmittel der Welt“ beworben. 1918 wurde Sil als Wäsche-Nachspülmittel eingeführt. Zwei Jahre später kam das Scheuermittel Ata auf den Markt.
Im Jahr 1921 wurde der Grundstein für ein Zweigwerk in Genthin gelegt. Hier entstand in den 1920er die modernste Waschmittelproduktion in Deutschland. 1945 enteignet, wurde das Werk 1949 zu einem Volkseigenen Betrieb (VEB) der DDR. 1990 kaufte Henkel das Werk zurück. 1922 wurde mit der Produktion von Klebstoff für den Eigenbedarf begonnen. 1929 startete Henkel mit der Vermarktung von P3-Reinigern für Industrie und Handwerk. Oberflächentechnik wurde zu einem bedeutenden Geschäftsbereich bei Henkel.
1930 übernahm Hugo Henkel, Sohn des Firmengründers Fritz Henkel, die alleinige Leitung des Unternehmens. 1933 trat er nach der Machtergreifung der NSDAP bei (Mitgliedsnummer 2.266.961) und war von 1934 an Ratsherr der Stadt Düsseldorf. Auch die anderen Aufsichtsratsmitglieder des Unternehmens wurden Parteimitglieder. Mit mehrfachen Auszeichnungen galt Henkel als Nationalsozialistischer Musterbetrieb. Das Unternehmen nahm 1934 in Düsseldorf die erste Fabrik für Dextrin, einen alternativen Rohstoff für Klebstoffe, in Betrieb. 1935 übernahm Henkel die Chemnitzer Firma Böhme Fettchemie GmbH und konnte hierdurch Fewa, das erste vollsynthetische Feinwaschmittel der Welt, in sein Produktprogramm aufnehmen. 1937 besaß Henkel Produktionsfirmen in elf europäischen Ländern. Nach dem Zweiten Weltkrieg wurden alle Firmen beschlagnahmt oder unter öffentliche Verwaltung gestellt. Nachdem Henkel bereits 1935 ein Patent für ein „Verfahren zur Herstellung von harzartigen Kondensationsprodukten“ erhalten hatte, kamen 1938 erste Kunstharzleime in der Buchbindung zum Einsatz.
Auf Druck der Gauleitung in Düsseldorf musste Firmenleiter Hugo Henkel 1938 in den Aufsichtsrat weichen. An seiner statt wurde Werner Lüps, ältester Enkel des Unternehmensgründers Fritz Henkel, zum Führer des Betriebs ernannt. Lüps hatte sich schon vor der Machtergreifung zum Nationalsozialismus bekannt und nutzte seine entfernten Verwandtschaftsbeziehungen zu Hermann Göring für seinen beruflichen Aufstieg. Unter seiner Leitung wurden insbesondere nach der Reichspogromnacht die Aktienanteile von Henkel an der Degussa AG aufgestockt.
Direkt nach Kriegsbeginn 1939 musste Persil vom Markt genommen werden, da vom Deutschen Reich die Produktion eines Einheitswaschpulvers für Weiß-, Grob- und Buntwäsche verordnet worden war. Während des Zweiten Weltkriegs kamen bei Henkel in Düsseldorf-Holthausen und den anderen Tochtergesellschaften jährlich hunderte Zwangsarbeiter zum Einsatz, von denen 1944 am Düsseldorfer Standort drei ums Leben kamen. Am 16. April 1945 wurde das Werk in Düsseldorf durch US-amerikanische Truppen besetzt, die britische Militärregierung erteilte ab Juli die Produktionserlaubnis für Waschmittel, P3-Reiniger, Wasserglas und Klebstoffe von Henkel.
1946 wurde in Düsseldorf die „Polycolor chemisch-pharmazeutische Gesellschaft mbH“ gegründet (ab 1948 TheraChemie, Ohligs). Sie führte ein Jahr später das flüssige Haarfärbemittel Poly Color auf den Markt ein. Die TheraChemie wurde 1950 von Henkel erworben. 1951 wurde das Spülmittel Pril in Pulverform durch die (ehemals Chemnitzer) Henkel-Tochter „Böhme Fettchemie GmbH“ auf dem Markt eingeführt. Drei Jahre später führte die Tochterfirma Dreiring-Werke die Feinseife Fa ein. 1956 wurde mit Werbung für Persil der erste kommerzielle TV-Spot im deutschen Fernsehen ausgestrahlt. 1958 wurde die Dr.-Jost-Henkel-Stiftung gegründet, anlässlich des 25-jährigen Dienstjubiläums von Jost Henkel, einem Enkel des Firmengründers. 1962 führte der Konzern den Geschirrspülmaschinenreiniger Somat ein. Im selben Jahr ging in Hannover der schärfste deutsche Klebstoff-Konkurrent Sichel-Werke AG in den Besitz von Henkel über. 1969 kam der erste Klebestift, Pritt, auf den Markt. Unter dieser Marke führte Henkel im Laufe der Zeit weitere Produkte für Papier-, Büro- und Schreibwaren ein.
1986 erwarb Henkel das Bauchemie-Geschäft von der Beecham Group mit verschiedenen Unternehmen und Marken: In Frankreich Rubson, in Großbritannien Unibond-Copydex Ltd sowie in Deutschland die 1905 gegründete Ceresit GmbH. Ceresit wurde 1990 in die Henkel Bautechnik integriert. Nach der deutschen Wiedervereinigung 1990 kaufte Henkel die enteigneten Persil-Werke in Genthin zurück. Sie wurden 2009 wieder verkauft. Ein Jahr später wurde das europäische Joint Venture Henkel-Ecolab zwischen Henkel und der US-amerikanischen Ecolab gegründet, welches das Gemeinschaftsunternehmen Ende 2001 vollständig übernommen hat. 1995 übernahm Henkel die Firma Dorus. 1997 folgte die Übernahme des Klebstoffherstellers Loctite. 1999 wurde der Unternehmensbereich Chemieprodukte und rechtliche Verselbstständigung unter dem Firmennamen Cognis ausgegliedert und 2001 an eine Gruppe Finanzinvestoren verkauft.
2002 führte Henkel erstmals ein weltweit einheitliches Corporate Design ein. 2003 trat der Konzern der Initiative Global Compact der Vereinten Nationen bei. 2004 übernahm Henkel in der bis dahin größten Akquisition der Firmengeschichte die Dial Corporation in Scottsdale/Arizona (USA). In das Jahr 2006 fiel das 130-jährige Firmenjubiläum, das unter dem Motto „Jahr der Innovationen“ begangen wurde. Dabei seien im Lauf des Jahres mehr als 80.000 Ideen von Mitarbeitern aus der ganzen Welt für neue Markenprodukte oder die Verbesserung von Produkten und Geschäftsprozessen zusammengekommen.
2008 erwarb Henkel mit der Übernahme von ICI durch Akzo Nobel die ICI-Geschäftsfelder „Adhesives“ und „Electronic Materials“ (National Starch) für rund 3,7 Mrd. Euro. Die hinzugekauften Geschäftsfelder hatten einen Umsatz von rund 1,83 Mrd. Euro. Im selben Jahr startete Henkel ein Einsparprogramm, das den Abbau von 3.000 Stellen weltweit vorsah. Im selben Jahr wurde aus der Henkel KGaA die Henkel AG & Co. KGaA, mit der Henkel Management AG als alleinige persönlich haftende Gesellschafterin. Neuer Vorsitzender wurde der Unternehmer Kasper Rorsted. Er folgte auf Ulrich Lehner. Am 22. September 2009 wurde Simone Bagel-Trah zur Vorsitzenden des Aufsichtsrates der Henkel AG & Co. KGaA gewählt.
2011 führte das Unternehmen weltweit ein neues Corporate Design ein, verbunden mit dem Werbespruch „Henkel – Excellence is our Passion“. Im darauffolgenden Jahr stellte Henkel seine Strategie und Finanzziele bis 2016 vor. Henkel erwarb 2012 außerdem das Geschäft mit Hochleistungs-Haftklebstoffen von Cytec Industries.
2013 eröffnete Henkel in Shanghai (China) die weltgrößte Klebstoff-Fabrik, zentrale Produktionsstätte für Industrieklebstoffe in China und der gesamten Asien-Pazifik-Region. Im selben Jahr wurden Forschungs- und Entwicklungszentren in Dubai (Vereinigte Arabische Emirate), Johannesburg (Südafrika), Pune (Indien) und Seoul (Südkorea) eröffnet. Im Folgejahr erwarb Henkel alle Anteile an der Spotless Group. Außerdem übernahm Henkel 2014 die drei US-amerikanischen Haarpflegeunternehmen Sexy Hair, Alterna und Kenra sowie das US-amerikanische Unternehmen Bergquist, einen Hersteller von wärmeableitenden Lösungen für die Elektroindustrie. 2015 erwarb Henkel alle Waschmittelmarken sowie Waschhilfsmittel von Colgate-Palmolive in Australien und Neuseeland. Seit Mai 2016 war Hans Van Bylen Vorstandsvorsitzender von Henkel. Im gleichen Jahr übernahm das Unternehmen für 3,5 Mrd. Euro den nordamerikanischen Wasch- und Reinigungsmittelkonzern Sun Products. Am 24. Oktober 2019 gab Henkel bekannt, dass Carsten Knobel, zuvor Finanz- und Einkaufsvorstand von Henkel, am 1. Januar 2020 neuer Vorstandsvorsitzender wird.
Ende Januar 2022 kündigte Henkel an, die beiden Geschäftsbereiche Wasch-/Reinigungsmittel und Kosmetik zusammenzulegen. Als Begründung nannte das Unternehmen die während der Corona-Krise stark angestiegenen Preise für Rohstoffe und Transport. Eine Abspaltung der Klebstoff-Sparte sei nicht geplant.
Nach dem russischen Überfall auf die Ukraine 2022 stellte Henkel Anfang März seine Geschäftstätigkeit im Bereich Werbung und Sponsoring in Russland ein, hielt jedoch zunächst an seinem Russland-Geschäft fest. Am 19. April 2022 gab das Management des Unternehmens bekannt, die Geschäfte in Russland aufzugeben. Rund 2500 Mitarbeiter von Henkel in Russland würden weiterbeschäftigt und bezahlt. Im April 2023 verkaufte Henkel sein Russland-Geschäft an ein Konsortium von russischen Finanzinvestoren.

## Aktie
Die Henkel GmbH wurde 1975 in eine Kommanditgesellschaft auf Aktien (KGaA) umgewandelt und zur Dachgesellschaft von Henkel. Diese umfasste zu dieser Zeit rund 70 Töchter und angeschlossene Unternehmen. Die Rechtsform KGaA ermöglichte 1985 den Gang an die Börse. Dabei wurden rund 178 Millionen Vorzugsaktien für 50 DM angeboten. Diese Vorzugsaktien wurden 1996 auf 5 DM abgewertet. Seitdem sind auch die Stammaktien an der Börse. Stand 2018 ist das Grundkapital der Gesellschaft aufgeteilt in rund 260 Millionen Stammaktien und rund 178 Millionen Vorzugsaktien. Von den Stammaktien (ISIN DE0006048408) sind 61,2 % über einen Aktienbindungsvertrag in den Händen der Familie Henkel (141 Mitglieder). Die übrigen Stammaktien befinden sich im Streubesitz. Die Aktien des Unternehmens sind seit 1. Juli 1988 bis heute ununterbrochen im DAX vertreten (Vorzugsaktien aktuell unter der ISIN DE0006048432).

## Geschäftszahlen
| Jahr | Umsatz           | Ergebnis vor Steuern | Jahresüberschuss | Mitarbeiter |
| ---- | ---------------- | -------------------- | ---------------- | ----------- |
| 2001 | 9.082 Mio. Euro  | 734 Mio. Euro        | 426 Mio. Euro    | 47.362      |
| 2002 | 9.656 Mio. Euro  | 664 Mio. Euro        | 431 Mio. Euro    | 47.203      |
| 2003 | 9.436 Mio. Euro  | 768 Mio. Euro        | 530 Mio. Euro    | 48.328      |
| 2004 | 10.592 Mio. Euro | 808 Mio. Euro        | 551 Mio. Euro    | 49.947      |
| 2005 | 11.974 Mio. Euro | 1.042 Mio. Euro      | 770 Mio. Euro    | 51.724      |
| 2006 | 12.740 Mio. Euro | 1.176 Mio. Euro      | 871 Mio. Euro    | 51.716      |
| 2007 | 13.074 Mio. Euro | 1.250 Mio. Euro      | 941 Mio. Euro    | 52.303      |
| 2008 | 14.131 Mio. Euro | 1.627 Mio. Euro      | 1.233 Mio. Euro  | 55.513      |
| 2009 | 13.573 Mio. Euro | 885 Mio. Euro        | 628 Mio. Euro    | 51.361      |
| 2010 | 15.092 Mio. Euro | 1.552 Mio. Euro      | 1.143 Mio. Euro  | 48.141      |
| 2011 | 15.605 Mio. Euro | 1.610 Mio. Euro      | 1.191 Mio. Euro  | 47.265      |
| 2012 | 16.510 Mio. Euro | 2.058 Mio. Euro      | 1.556 Mio. Euro  | 46.610      |
| 2013 | 16.355 Mio. Euro | 2.172 Mio. Euro      | 1.625 Mio. Euro  | 46.850      |
| 2014 | 16.428 Mio. Euro | 2.195 Mio. Euro      | 1.662 Mio. Euro  | 49.750      |
| 2015 | 18.089 Mio. Euro | 2.645 Mio. Euro      | 1.968 Mio. Euro  | 49.450      |
| 2016 | 18.714 Mio. Euro | 2.775 Mio. Euro      | 2.093 Mio. Euro  | 51.350      |
| 2017 | 20.029 Mio. Euro | 3.055 Mio. Euro      | 2.541 Mio. Euro  | 53.700      |
| 2018 | 19.899 Mio. Euro | 3.116 Mio. Euro      | 2.330 Mio. Euro  | 53.450      |
| 2019 | 20.114 Mio. Euro | 2.899 Mio. Euro      | 2.103 Mio. Euro  | 52.650      |
| 2020 | 19.250 Mio. Euro | 2.019 Mio. Euro      | 1.424 Mio. Euro  | 52.950      |
| 2021 | 20.066 Mio. Euro | 2.213 Mio. Euro      | 1.629 Mio. Euro  | 52.450      |
| 2022 | 22.397 Mio. Euro | 1.810 Mio. Euro      | 1.253 Mio. Euro  | 51.200      |
| 2023 | 21.514 Mio. Euro | 2.011 Mio. Euro      | 1.340 Mio. Euro  | 47.750      |
| 2024 | 21.586 Mio. Euro | 2.831 Mio. Euro      | 2.032 Mio. Euro  | 47.150      |

## Marken
Der Unternehmensbereich Henkel Consumer Brands ist heute mit Marken wie Persil, Dato, WC-Frisch, Lysoform, Blue Star, Biff, Pril, Purex, Weißer Riese, Perwoll, Fewa, Spee, Dixan, Vernel, Silan, Somat, Opti, Der General, Sidolin, Clin, Ata, Bref und Love Nature im Bereich Wasch-/Reinigungsmittel aktiv. Die Produktpalette reicht von Universalwaschmitteln über Spezialwaschmittel und Weichspüler bis hin zu Bad- und Glasreinigern. Im Bereich Haar verkauft Henkel beispielsweise Produkte der Marken Schwarzkopf, Syoss, Dial, Fa, Schauma, Taft und Gliss und stellt Produkte für Haar- und Körperpflege.
Klebstoffe, Dichtstoffe und Funktionsbeschichtungen von Henkel Adhesive Technologies werden in einer Vielzahl von Branchen verwendet – unter anderem in den Bereichen Luft- und Raumfahrt, Automobilbau, Elektronik und Medizintechnik. Die Produkte werden unter den fünf Marken Loctite, Bonderite, Technomelt, Teroson und Aquence verkauft. Zudem produziert Henkel Klebstoffe für Heim, Schule und Beruf. Zu den bekanntesten Marken zählen: Pritt, Ponal, Pattex, Ceresit, Metylan, Sista und Tangit.

## Nachhaltigkeit
1982 formulierte Henkel erstmals unternehmensweit gültige „Grundsätze zum Umwelt- und Verbraucherschutz“ und gab seit 1992 einen jährlichen Umweltbericht heraus. Seitdem wurde Henkel mehrfach für seine Nachhaltigkeitsberichterstattung ausgezeichnet. Das Fachmagazin Corporate Knights zählt Henkel zu den 100 nachhaltigsten Unternehmen der Welt. Öffentliche Aufmerksamkeit erreichte Henkel 2023 für eine Zusammenarbeit mit den Stadtwerken Düsseldorf zur Einspeisung bei der Produktion freigesetzter Energie in das Fernwärmenetz. 2024 führte Henkel als erstes DAX-Unternehmen eine achtwöchige voll vergütete Elternzeit für beide Elternteile ein, den so genannten Vaterschaftsurlaub.

## Kritik

### Kartellbildung
Zwischen 2002 und 2005 bestand nach Erkenntnissen der Europäischen Kommission ein Kartell mehrerer internationaler Waschmittelhersteller in den Ländern Deutschland, Frankreich, Italien, Spanien, den Niederlanden, Belgien, Portugal und Griechenland. Es wurde zu systematischen Absprachen bei der Preisgestaltung für Vollwaschmittelpulver für die Maschinenwäsche genutzt. Gegen Henkel wurde aufgrund der umfassenden Zusammenarbeit mit der Kartellbehörde kein Bußgeld verhängt.
Auch in dem Verfahren um Absprachen mit Reckitt Benckiser zu illegalen Preiserhöhungen von Spülmaschinentabs blieb Henkel straffrei. Das Unternehmen hatte sich selbst angezeigt.

### Vermeidung der EEG-Umlage
Henkel führte über Jahre Umlagen nach dem Erneuerbare-Energien-Gesetz (EEG) nicht ab. Henkel griff dabei auf ein sogenanntes Scheibenpachtmodell zurück, das eine Gesetzeslücke ausnutzt, um die EEG-Umlage zu umgehen.

## Verwandte Themen
- Die Gerda Henkel Stiftung in Düsseldorf widmet sich der Wissenschaftsförderung.
- Die Dr.-Jost-Henkel-Stiftung betreut und unterstützt talentierte Studenten aller gesellschaftlich und wirtschaftlich zukunftsweisenden Fakultäten.
- Die Genealogie der Unternehmerfamilie ist im Eintrag Henkel (Unternehmerfamilie) dargestellt.